# Fosse no 3 des mines d'Ostricourt
La fosse no 3 de la Compagnie des mines d'Ostricourt est un ancien charbonnage du Bassin minier du Nord-Pas-de-Calais, situé à Libercourt. Le puits est entrepris en 1883 ou en mars 1884 le long de la ligne de Paris-Nord à Lille avec un diamètre de 2,30 mètres, afin d'assurer l'aérage de la fosse no 2. La fosse est fonctionnelle en 1887. Elle est détruite durant la Première Guerre mondiale. Les déchets sont expédiés sur le terril no 211, 3 d'Oignies, situé de l'autre côté de la voie ferrée. La fosse cesse d'extraire en 1941 après avoir extrait 3 831 633 tonnes de houille, elle assure alors le retour d'air de la fosse no 2.
La Compagnie des mines d'Ostricourt est nationalisée en 1946, et intègre le Groupe d'Oignies. la fosse sert de camp de prisonniers, puis de parc à matériel. Le puits est ravalé à 354 mètres en 1950 et le puits est utilisé comme bure. Il est remblayé en 1964 et le chevalement est détruit deux ans plus tard. Les installations sont détruites, et le terril est par la suite exploité.
Au début du XXIe siècle, Charbonnages de France matérialise la tête de puits no 3, le puits est mis en sécurité en 2000. Il ne reste rien de la fosse.

## La fosse

### Fonçage
La fosse est foncée en 1883 ou en mars 1884 à Carvin, sur une section de la commune devenue Libercourt en 1947,, le long de la route d'Oignies à Libercourt, à 350 mètres au sud-ouest de la gare de Libercourt.
Elle est destinée à assurer l'aérage de la fosse no 2, sise à 816 mètres au nord-est. C'est la seule fosse de la compagnie à ne pas être baptisée. L'orifice du puits est situé à l'altitude de 32 mètres. Le passage du niveau se fait par le procédé Chaudron, avec une trousse coupante en maçonnerie de seize mètres de hauteur pour la traversée des sables boulants de la tête. Le cuvelage est en fonte sur une hauteur de 80 mètres.
Le terrain houiller a été atteint à la profondeur de 156 mètres. Le diamètre du puits est de 2,30 mètres. Sa profondeur est de 210,13 mètres en 1887.

### Exploitation
L'extraction commence en 1887. Les accrochages sont établis à 200 et 230 mètres. La profondeur atteint la profondeur de 362 mètres en 1908. La fosse est détruite en 1914, au début de la Première Guerre mondiale.
L'extraction des charbons maigres cesse en 1941 car la fosse no 3 devient retour d'air pour la fosse no 2 jusqu'en 1946. La production totale de charbons maigre est de 3 831 633 tonnes. La Compagnie des mines d'Ostricourt est nationalisée en 1946, et intègre le Groupe d'Oignies. Après avoir servi de camp de prisonniers, le carreau est devenu un parc à matériel. En 1950, le puits est approfondi de 220 à 354 mètres. La fosse est alors utilisée comme bure pour l'exploitation de la fosse no 2 et est dénommée bure no 3. Le puits est remblayé en 1964. Le chevalement est détruit en 1966. Le puits est mis en sécurité en 2000.

### Reconversion
Au début du XXIe siècle, Charbonnages de France matérialise la tête de puits. Le BRGM y effectue des inspections chaque année. Il ne reste rien de la fosse.

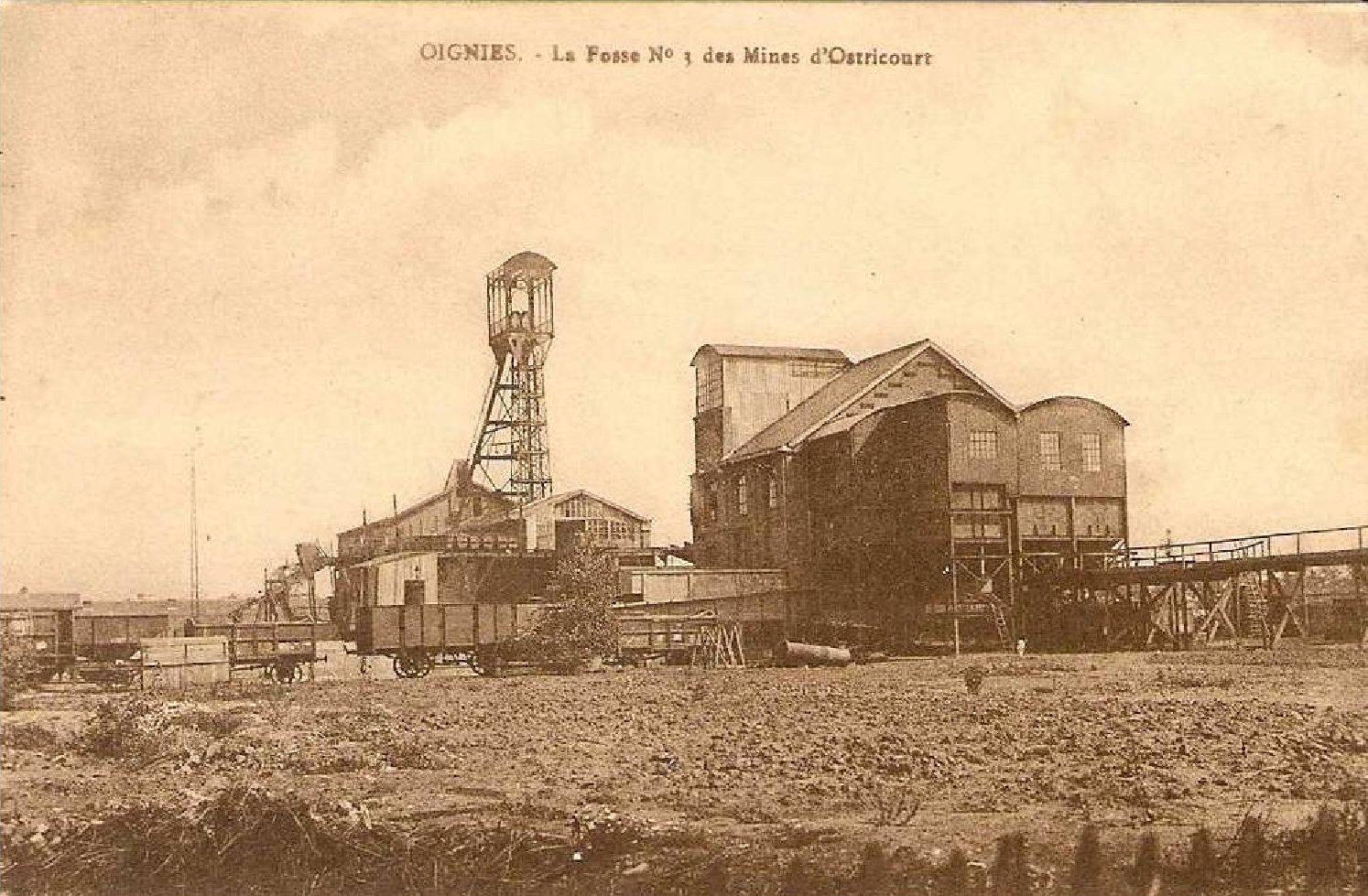
La fosse avant la guerre.
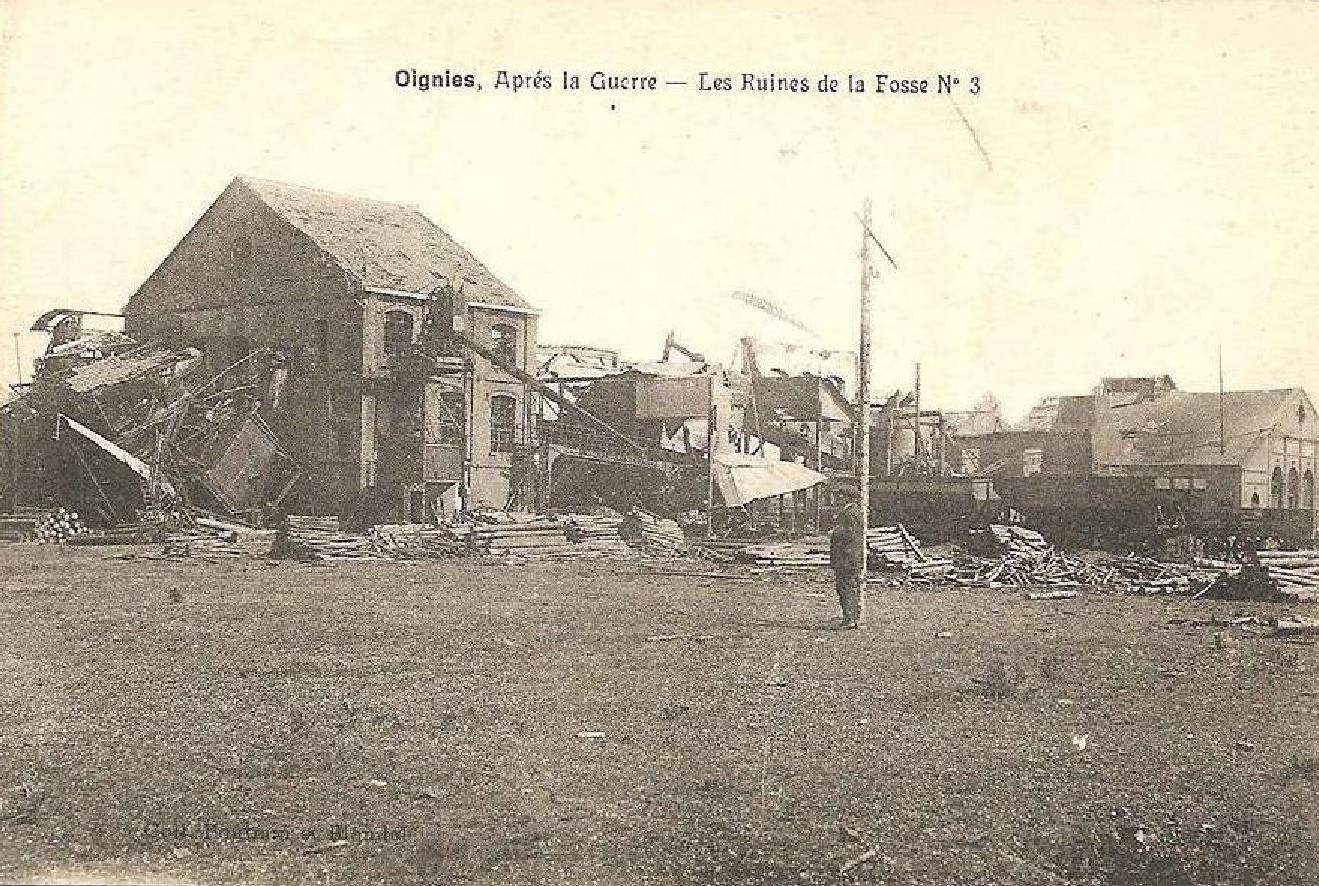
La fosse en ruine à la suite de la guerre.
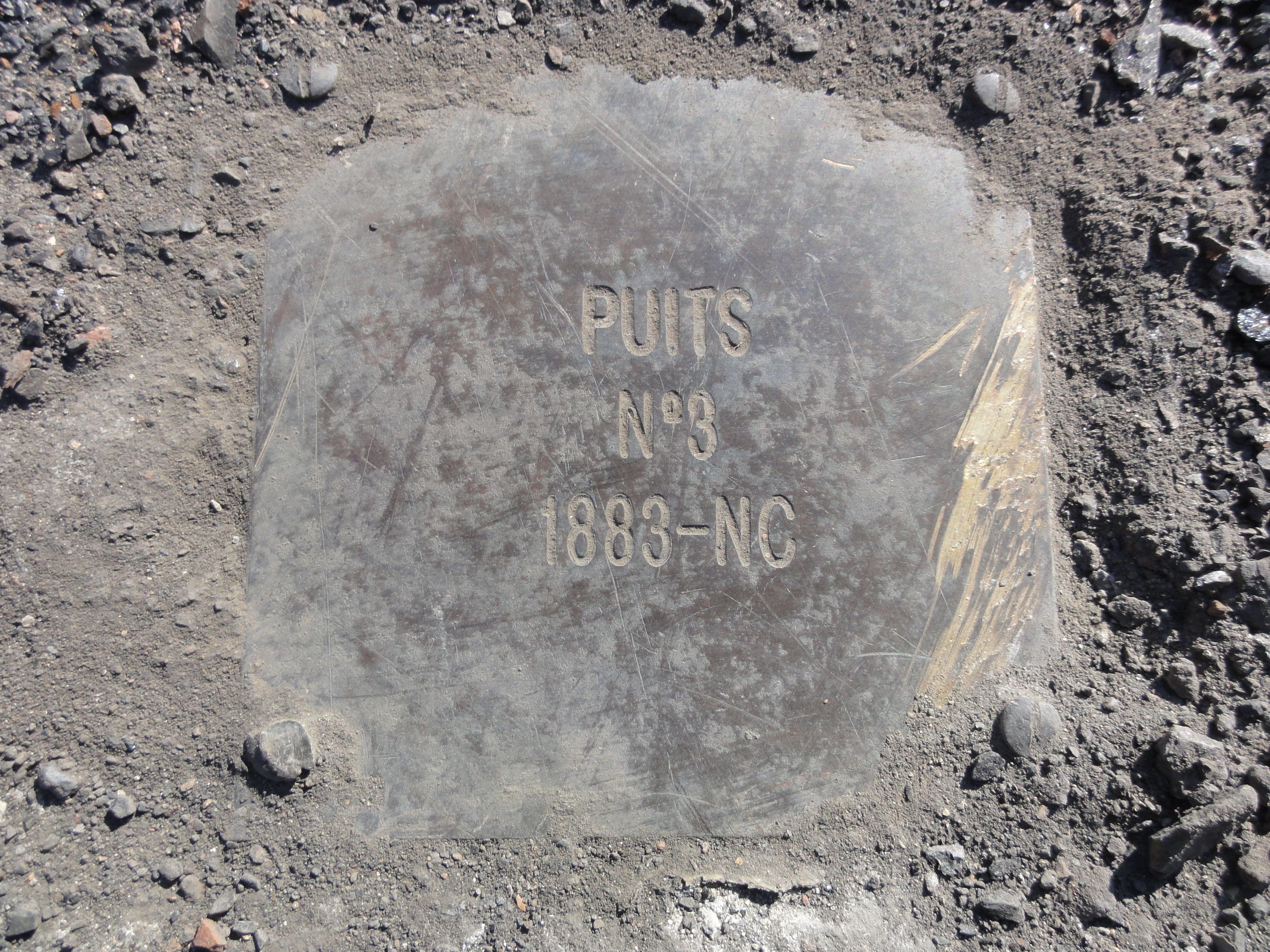
Puits no 3, 1883 - NC.
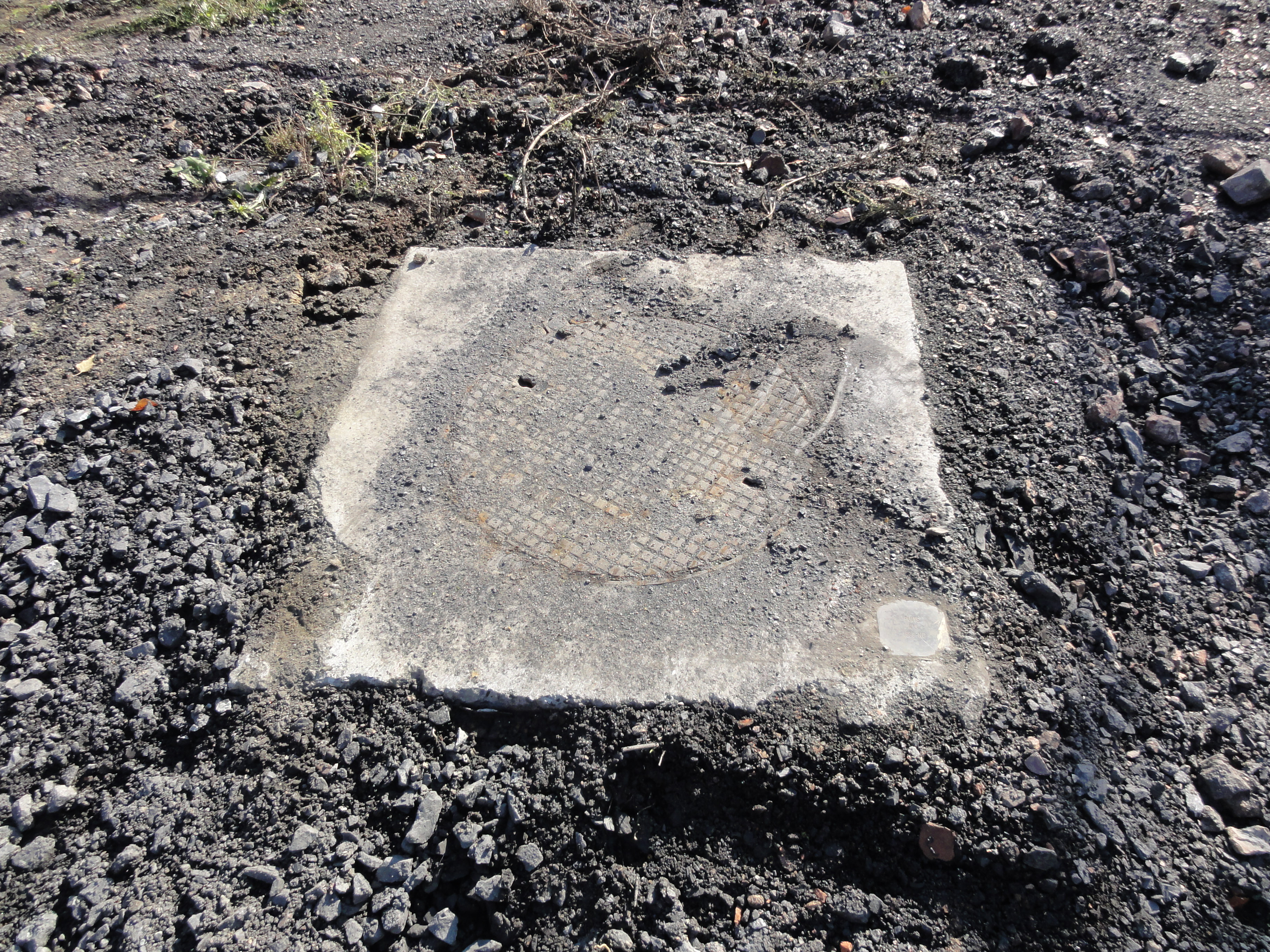
La tête de puits matérialisée.
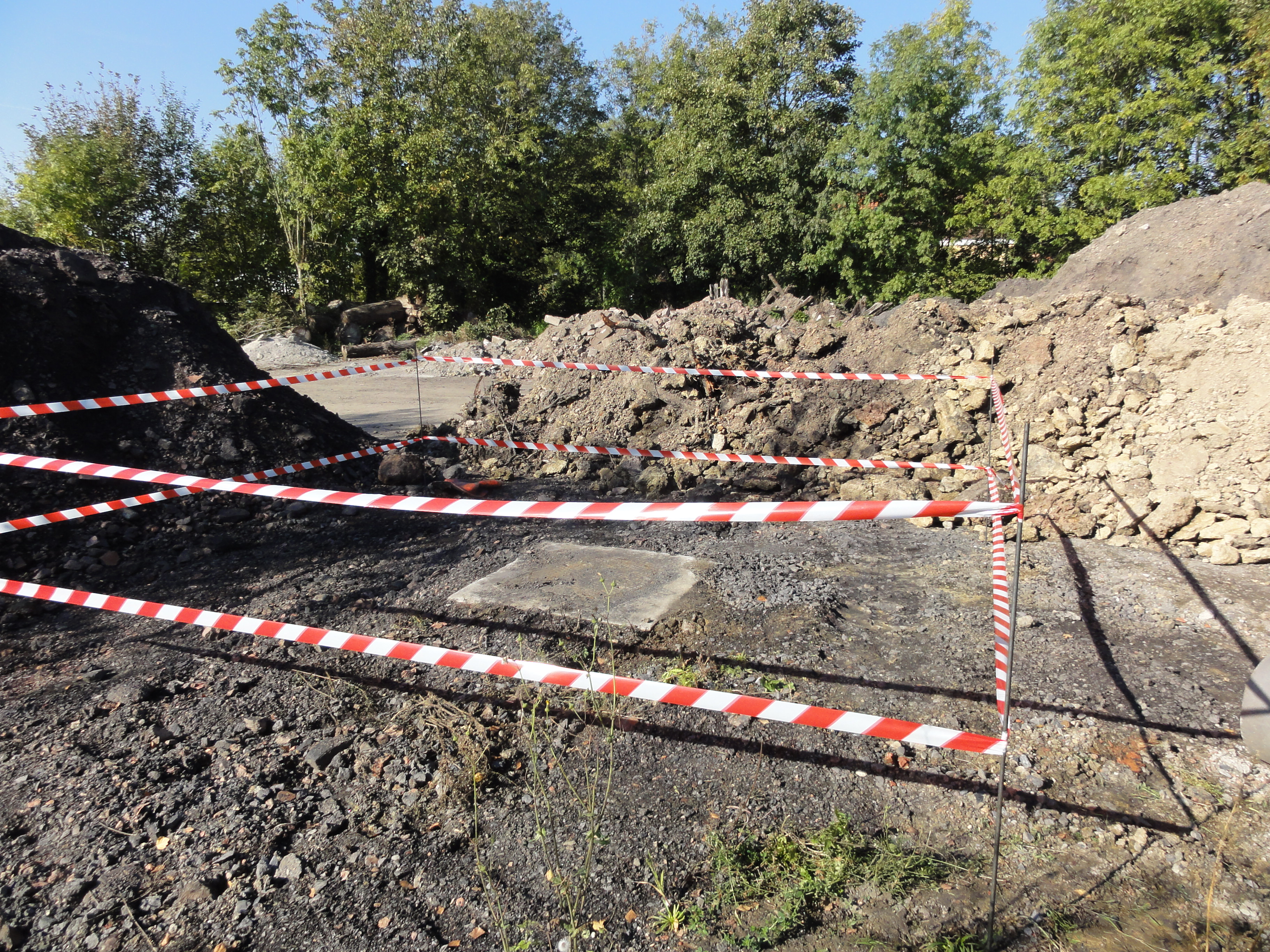
Le puits dans son environnement.
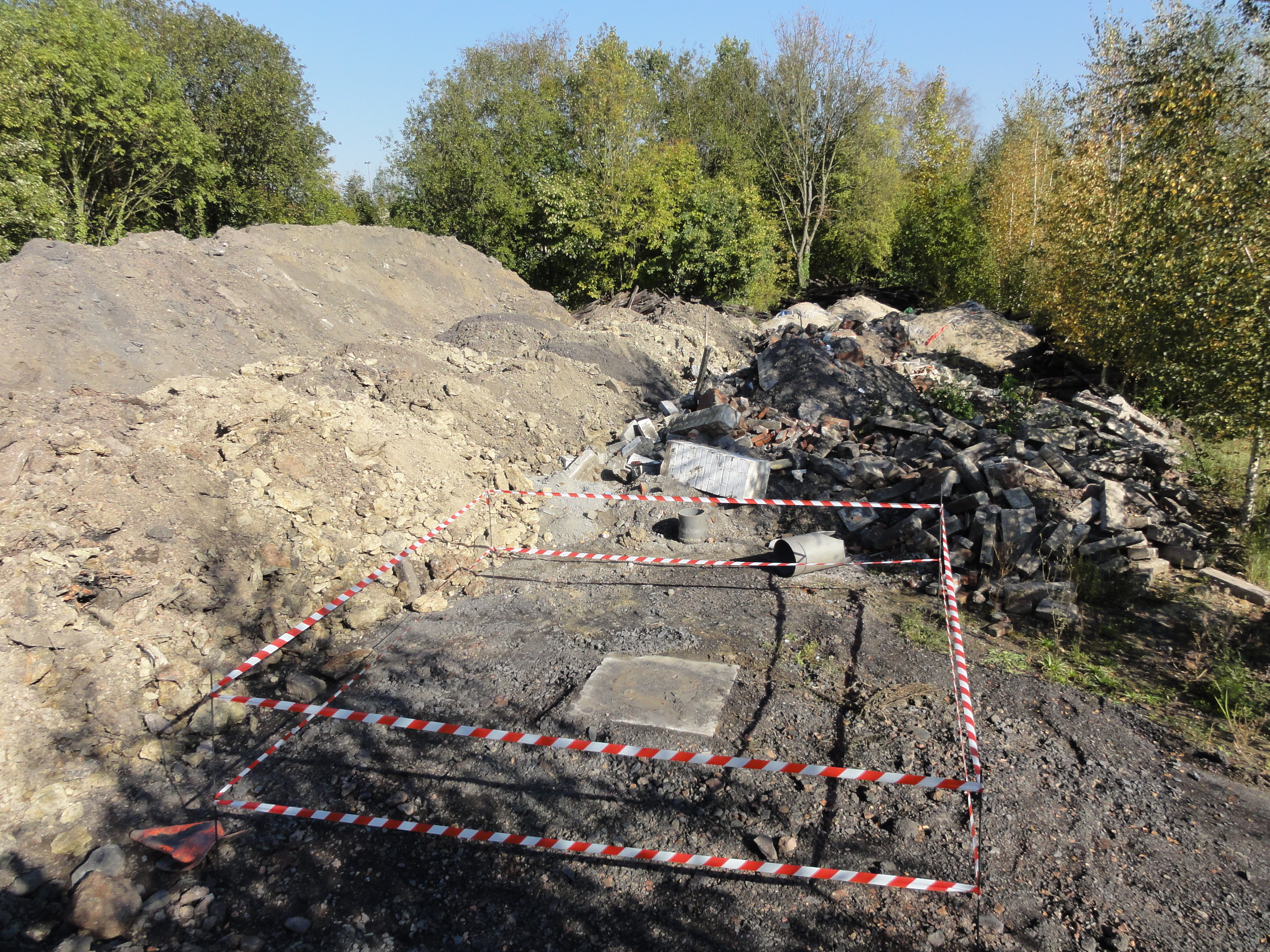
Le puits dans son environnement.

## Le terril
50° 28′ 21″ N, 3° 00′ 25″ E

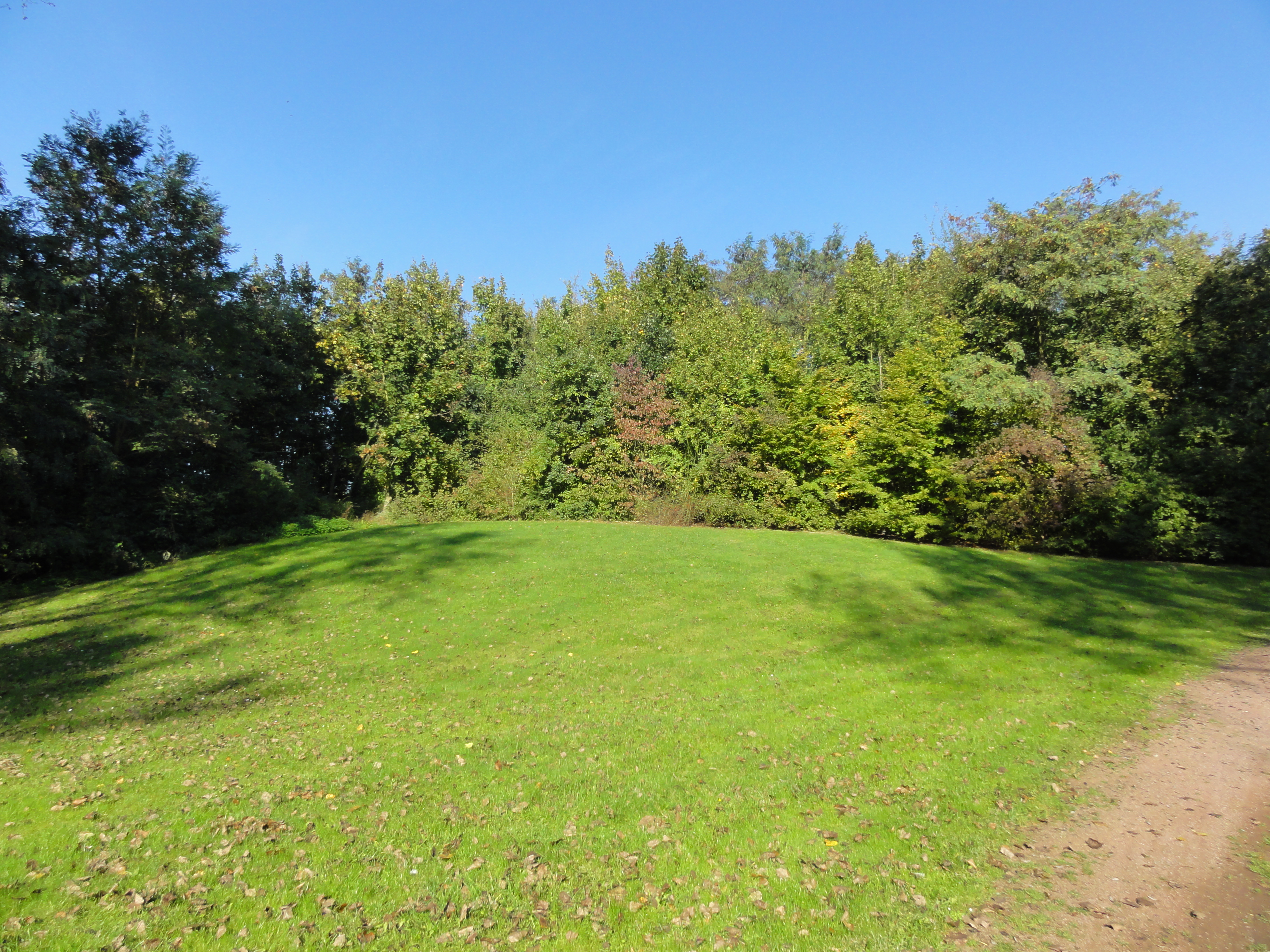
Le terril no 211.

Le terril no 211, 3 d'Oignies, situé à Libercourt, est le terril de la fosse no 3. Il a été exploité, et est situé à l'est de la ligne de Paris-Nord à Lille, à l'inverse du puits,.